# Öhringhausen
Öhringhausen ist ein Dorf im südlichen Sauerland mit 102 Einwohnern (Stand 31. Dezember 2022). Es bildet eine Ortschaft und den gleichnamigen Ortsvorsteherbezirk 11 der Stadt Drolshagen im nordrhein-westfälischen Kreis Olpe.
Öhringhausen liegt südlich direkt bei Frenkhausen, getrennt durch die Bundesautobahn 45. Gemeinsam mit den Ortsvorsteherbezirken Frenkhausen und Wintersohl bildet der Ort die ehemalige Schulgemeinde Öhringhausen.
In der Nähe der Ortschaft liegt ein Friedwald für gestorbene Haustiere.

## Talbrücke Öhringhausen
Etwa ein Kilometer östlich des Dorfzentrums kreuzt die Bundesstraße 54 die A 45 an der Anschlussstelle Olpe und verläuft über die Talbrücke Öhringhausen nach Drolshagen. Die 1966 errichtete und 130 Meter lange Spannbetonbrücke wurde im April 2018 mittels einer Sprengung abgerissen, um einem Neubau Platz zu machen. Nach einer zweijährigen Bauzeit wurde die Straße am 3. Juni 2020 wieder für den Verkehr freigegeben.